# 528
Năm 528 là một năm trong lịch Julius.